# Women's Trade Union League (Royaume-Uni)
La Women's Trade Union Ligue (« Ligue des syndicats féminins »), fondée en 1874 et brièvement nommée la Women's Protective and Provident League (« Ligue féminine protectrice et prévoyante »), est un syndicat britannique de femmes travailleuses. La Ligue est créée par Emma Paterson, sur le modèle des syndicats de travailleuses qu'elle a pu observer aux États-Unis. 